# 有坂鉊蔵

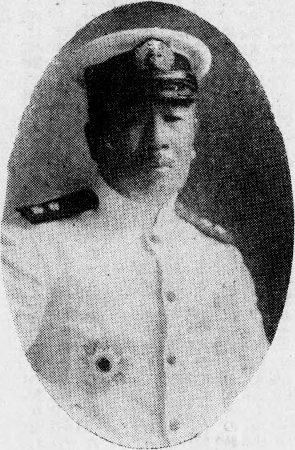
有坂鉊蔵

有坂 鉊蔵（ありさか しょうぞう、1868年2月4日（慶応4年1月11日） -  1941年1月19日）は、日本の海軍軍人、工学者、考古学者。工学博士。東京帝国大学名誉教授、帝国学士院会員。最終階級は海軍造兵中将。海軍造兵廠長、東京帝国大学教授を歴任した。

## 経歴
勘定所支配下四川用水方普請役、有坂銓吉（せんは金偏に全）の二男として生まれる。1887年9月、東京帝国大学工科大学に入学し海軍技術学生（造兵学科1期生）となる。同大学を1890年7月に卒業しフランス（パリおよびルアーブル）に留学。翌年1月からオチキス速射砲製造所で修学する。

### 軍歴
1893年12月に帰国し、海軍少技士に任官。造兵廠製造科主幹、呉仮設兵器製造所製造主幹などを歴任。1898年から1900年まで造兵監督官としてイギリスに出張。呉造兵廠製造科主幹、呉工廠造兵部部員、海軍省出仕、呉工廠造兵部長などを歴任し、1909年10月、造兵大監に進級。呉工廠砲熕部長、艦政本部出仕、海軍技術本部員、造兵廠長などを経て、1915年12月、造兵総監、1920年12月、造兵中将に進級した。1923年3月、予備役に編入され、1935年1月に退役した。

### 教授歴
軍務に就くかたわら、東京帝国大学においても教鞭を取った。1902年2月から1923年3月まで工科大学及び工学部教授、1923年4月から1925年8月まで工学部教授を務め、1926年6月、名誉教授となった。
また、1902年11月、工学博士号を取得。帝国学士院会員でもあり、帝國酸素（現日本エア・リキード）社長にも就任した。

## 逸話
- 若い頃の有坂はエンジニアを志望する一方、考古学にも深い関心を持ち、しばしば各地の遺跡を訪ねて遺物を採集していた。1884年3月、有坂は東京府本郷区向ヶ岡弥生町（現東京都文京区）で素焼きの壷を発見し、その過程で坪井正五郎、白井光太郎とも共同で遺跡研究を行うことになった。後に、有坂が向ヶ岡弥生町で発見した壺が、当時通例であった「石器時代の縄文土器」とは異なるものと認められるようになり、発見地の地名から「弥生式土器」と呼ばれるようになり、これが考古学界に普及して、後に「弥生時代」の時代名を生むことにもなった。

## 親族
- 妻 有坂敏子 前田享海軍造兵総監の娘
- 二男 有坂光威（陸軍大佐）
- 三男 有坂磐雄（海軍大佐）
- 四男 有坂愛彦（音楽評論家）
- 五男 有坂秀世（言語学者）
- 娘婿 今川福雄（海軍大佐）

## 著書
- 『兵器沿革図説』東京帝国大学、1916年（復刻、原書房、1983年）。
- 『兵器考』古代篇・砲熕篇・近代篇（4冊）、雄山閣、1936年 - 1937年。
- 『象の欠呻』実業之日本社、1925年。